# Черника (альбом)
«Черника» — третий сольный альбом Рем Дигги, выпущенный 15 октября 2012 года. Альбом лиричен: в основном, автор в нём исполняет песни о любви.
В поддержку альбома был выпущены видеоклипы на песню «Тайна» и «Шмарина».

## Обложка
Дизайн обложки разработан Денисом Гречко. На ней изображено лицо Вики Нальчиковой — девушки Романа Воронина. Цвет оформления держится в черничных тонах.

## Список композиций
| №   | Название                                          | Музыка                                 | Длительность |
| --- | ------------------------------------------------- | -------------------------------------- | ------------ |
| 1.  | «Кабардинка»                                      | Рем Дигга, Роберт Галстян              | 3:07         |
| 2.  | «Синдбад»                                         | Влади                                  | 2:58         |
| 3.  | «Весна»                                           | PTF                                    | 3:02         |
| 4.  | «Черника»                                         | Рем Дигга                              | 3:06         |
| 5.  | «Музыка Дождя (Yashar Gasanov Mix)» (уч. Nellena) | Yashar Gasanov                         | 4:58         |
| 6.  | «Всё=»                                            | Рем Дигга, Роберт Галстян              | 3:33         |
| 7.  | «Шмарина»                                         | Рем Дигга                              | 3:37         |
| 8.  | «Чертополох»                                      | Рем Дигга                              | 2:49         |
| 9.  | «Мёд» (уч. Искра)                                 | Рем Дигга, Елена Кретова, Ivan Reverse | 4:21         |
| 10. | «Тайна» (уч. Guf)                                 | Рем Дигга                              | 4:02         |
| 11. | «Так надо»                                        | Рем Дигга                              | 3:55         |
| 12. | «Она» (черничная версия)                          | Рем Дигга, Ivan Reverse                | 3:18         |
| 13. | «Вильям» (скит)                                   | Рем Дигга                              | 0:44         |
| 14. | «За плечом» (уч. Маринесса)                       | Рем Дигга, Елена Кретова               | 3:25         |
| 15. | «Индия» (уч. InDika)                              | Рем Дигга                              | 4:55         |

## Рецензии
Своими основными творческими принципами рэпер не поступается: читает так, что за ним не поспеваешь, а слова песен словно измельчает в блендере. Но если раньше он делал это, клокоча ненавистью к воображаемым противникам, то теперь — бормочет стихотворение девушке на ушко. <…> А проникнуться альбомом очень просто. Осознайте то, что лучшие песни о сексе на русском языке <…> написал человек в инвалидной коляске. Многое станет понятнее, правда.Николай Редькин, Rap.ru

## Участники записи
Сведения взяты из буклета альбома.
- Сведение: Рем Дигга
- Мастеринг: Yashar Gasanov
- Дизайн обложки: Денис Гречко
- Слова: 
Рем Дигга (1—15), 
Guf (10)
- Музыка: 
Рем Дигга (1, 4—15), 
Влади (2), 
PTF (3), 
Yashar Gasanov (5), 
ударные: Роберт Галстян (1, 6), 
скрипка: Елена Кретова (9, 14), 
клавиши: [[Засидкевич, Иван Николаевич|Ivan Reverse]] (9, 12)